# Лос-Корралітос (Техас)
Лос-Корралітос (англ. Los Corralitos) — переписна місцевість (CDP) в США, в окрузі Вебб штату Техас. Населення — 36 осіб (2020).

## Географія
Лос-Корралітос розташований за координатами 27°38′28″ пн. ш. 99°33′27″ зх. д. / 27.64111° пн. ш. 99.55750° зх. д. (27.641193, -99.557476).  За даними Бюро перепису населення США в 2010 році переписна місцевість мала площу 0,09 км², уся площа — суходіл.

## Демографія
Згідно з переписом 2010 року, у переписній місцевості мешкало 35 осіб у 8 домогосподарствах у складі 7 родин. Густота населення становила 381 особа/км².  Було 8 помешкань (87/км²).
Расовий склад населення:
| - 68,6 % — білих - 31,4 % — осіб інших рас |

До двох чи більше рас належало 0,0 %. Частка іспаномовних становила 100,0 % від усіх жителів.
За віковим діапазоном населення розподілялося таким чином: 28,6 % — особи молодші 18 років, 65,7 % — особи у віці 18—64 років, 5,7 % — особи у віці 65 років та старші. Медіана віку мешканця становила 25,8 року. На 100 осіб жіночої статі у переписній місцевості припадало 105,9 чоловіків;  на 100 жінок у віці від 18 років та старших — 78,6 чоловіків також старших 18 років.
Цивільне працевлаштоване населення становило 0 осіб. 